# Niwaella laterimaculata
Niwaella laterimaculata är en fiskart som först beskrevs av Yan och Zheng, 1984.  Niwaella laterimaculata ingår i släktet Niwaella och familjen nissögefiskar. Inga underarter finns listade i Catalogue of Life.